# فؤاد إبراهيم (لاعب كرة قدم)
فؤاد إبراهيم (15 أغسطس 1991 بديرة داوا في إثيوبيا - ) هو لاعب كرة قدم إثيوبي في مركز الهجوم، شارك في كأس الأمم الأفريقية 2013. وشارك مع منتخب الولايات المتحدة تحت 17 سنة لكرة القدم ومنتخب الولايات المتحدة تحت 20 سنة لكرة القدم ومنتخب الولايات المتحدة لكرة القدم ومنتخب إثيوبيا لكرة القدم. أما مع النوادي، فقد لعب مع نادي تورونتو ونادي دالاس وAC Kajaani ‏ وMinnesota United FC (2010–2016) ‏.

## وصلات خارجية
- فؤاد إبراهيم على موقع الاتحاد الدولي (مؤرشف)  (الإنجليزية)
- فؤاد إبراهيم على موقع الدوري الأمريكي (الإنجليزية)
- فؤاد إبراهيم على موقع قاعدة بيانات كرة القدم.إي يو (الإنجليزية)
- فؤاد إبراهيم على موقع ناشيونال فوتبول تيمز (الإنجليزية)
- فؤاد إبراهيم على موقع Soccerway.com (الإنجليزية)
- فؤاد إبراهيم على موقع عالم كرة القدم.نت (الإنجليزية)